# Mandarín jilu
El mandarín Ji-Lu (en chino tradicional, 冀魯官話; en chino simplificado, 冀鲁官话; pinyin, jìlǔ guānhuà), antiguamente conocido como Mandarín beifang ('Mandarín del norte'), es el dialecto del chino mandarín hablado principalmente en las provincias de Hebei (Jì) y Shandong (Lǔ). Su nombre es una combinación de los nombres abreviados de las dos provincias, que derivan de las antiguas provincias locales. Los nombres se combinan como Mandarín Ji-Lu.
Aunque estas áreas están cerca de Pekín, el jilu tiene un acento diferente y muchas diferencias léxicas con respecto al dialecto de Beijing, que es la base del chino estándar, la lengua nacional oficial. Hay tres grupos dialectales, Bao-Tang, Shi-Ji, y Cang-Hui.

## Grupos dialectales
- Dialecto Bao–Tang (保唐片), incorporando una gran parte de Tianjin y parte norte de Hebei provincia.
  - Dialecto de Tianjin (天津話)
  - Dialecto de Baoding (保定話)
  - Dialecto de Tangshan (唐山話)
- Dialecto Shi–Ji 石济片, incorporando una gran parte de la provincia de Hebei central que incluye la capital Shijiazhuang y parte occidental de la provincia Shandong, incluida la capital, Jinan.
  - Dialecto de Xingtai (邢台话)
  - Dialecto de Shijiazhuang (石家莊話)
  - Dialecto de Jinan
- Dialecto Cang–Hui (沧惠片), incorporando la región costera del delta del río Amarillo (incluyendo la ciudad-prefectura de Cangzhou, de la que toma su nombre).

El dialecto Bao–Tang comparte la misma evolución tonal del tono interno del chino medio como del dialecto pekinés y el mandarín del Noreste. Por otra parte, la popularización de chino estándar en las dos capitales de provincia ha inducido cambios en el dialecto Shi-Ji desplazándolo rápidamente hacia la lengua estándar.